# Blod & ild
Blod & ild (norveški: "Krv i vatra") treći je studijski album norveškog black/viking metal sastava Helheim. Album je 2000. godine objavila diskografska kuća Ars Metalli.
Album su ponovno 2008. godine objavile diskografske kuće Karisma Records i Dark Essence Records te ta inačica albuma kao bonus sadrži i pjesme koje su izvorno bile objavljene na EP-u Terrorveldet.

## Popis pjesama
Tekstovi: V'gandr. 
| 1.    | »Blod & ild« (Krv i vatra)                  | V'gandr   | 4:55 |
| 2.    | »Evig« (Vječno)                             | H'grimnir | 4:06 |
| 3.    | »Helheim (Part II)« (instrumental)          |           | 2:13 |
| 4.    | »Jernskogen« (Željezna šuma)                | H'grimnir | 3:44 |
| 5.    | »Åsgårdsreien«                              | V'gandr   | 4:18 |
| 6.    | »Kjenn din fiende« (Znaj svog neprijatelja) | V'gandr   | 6:14 |
| 7.    | »Odins møy« (Odinova djevica)               | H'grimnir | 4:29 |
| 8.    | »Terrorveldet« (Vladavina terora)           | V'gandr   | 6:58 |
| 9.    | »Yme« (Ymir; instrumental)                  |           | 2:44 |
| 39:41 |                                             |           |      |

| 10. | »Helheim 1« (instrumental) | 4:30 |
| 11. | »Jernskogen (MCD Mix)«     | 4:37 |
| 12. | »Cosmic Winter«            | 5:45 |

## Zasluge
| Helheim - V'gandr – vokali, bas-gitara - H'grimnir – vokali, gitara, naslovnica, ilustracije, dizajn - Hrymr – bubnjevi, programiranje - Thorbjørn – gitara - Lindheim – klavijature | Dodatni glazbenici - O. Kronheim – programiranje, produkcija, inženjer zvuka, miksanje Ostalo osoblje - Misje – fotografija |